# MTU Aero Engines
MTU Aero Engines, kortweg MTU, is een Duitse onderneming die zich bezighoudt met de productie en onderhoud van motoren voor civiele en militaire vliegtuigen. De onderneming is gevestigd in München.

## Activiteiten
MTU Aero Engines houdt zich bezig met ontwerp, ontwikkeling, productie, marketing en ondersteuning van commerciële en militaire vliegtuigmotoren en stationaire gasturbines. MTU is wereldwijd actief.
Met betrekking tot de vliegtuigmotoren werkt het bedrijf nauw samen met alle grote spelers zoals General Electric, Pratt & Whitney en Rolls-Royce. Het biedt ook MRO-services (Engelse afkorting voor onderhoud, reparatie en revisie) aan voor commerciële vliegtuigmotoren. Het is een belangrijke partner voor de Luftwaffe en onderhoudt vrijwel alle vliegtuigmotoren die het Duitse leger gebruikt.
In 2022 werkten er 11.300 mensen verdeeld over vestigingen in 15 landen. In 2020 was de totale omzet 5,3 miljard euro. Hiervan was 1,3 miljard euro gerelateerd aan nieuwe civiele vliegtuigmotoren en € 0,5 miljard voor motoren voor militaire toestellen. De MRO-diensten hebben een aandeel van bijna 70% in de totale jaaromzet. Jaarlijks geeft het bedrijf zo’n 5% van de omzet uit aan R&D.
De aandelen van het bedrijf zijn genoteerd aan de Deutsche Borse. Kort na de beursintroductie werd het aandeel een onderdeel van de MDAX-index, maar in september 2019 verhuisde het naar de belangrijke Duitse aandelenindex, de DAX.

### Resultaten
| Jaar | Total inkomsten | Netto-resultaat | Order-portefeuille | Medewerkers (×1) |
| ---- | --------------- | --------------- | ------------------ | ---------------- |
| 2010 | 2707            | 142             |                    |                  |
| 2015 | 4435            | 218             | 12.500             | 8334             |
| 2016 | 4733            | 313             | 13.200             | 8368             |
| 2017 | 3897            | 359             | 14.900             | 8846             |
| 2018 | 4567            | 453             | 17.600             | 9731             |
| 2019 | 4628            | 488             | 19.800             | 10.660           |
| 2020 | 3977            | 147             | 18.600             | 10.313           |
| 2021 | 4188            | 231             | 22.200             | 10.508           |
| 2022 | 5330            | 333             | 22.300             | 11.273           |

## Geschiedenis
In 1913 werd Rapp Motorenwerke door Karl Rapp opgericht met het doel vliegtuigmotoren te produceren. In 1917 werd het overgenomen en ging verder als Bayerische Flugzeugwerke, het latere BMW. In 1934 stootte BMW de fabriek af die zelfstandig verder ging als BMW Flugmotorenbau GmbH. Twee jaar later verhuisde de fabriek naar Allach, een buitenwijk van München. Voor en tijdens de Tweede Wereldoorlog produceerde het motoren voor vliegtuigen van de Duitse Luftwaffe (Wehrmacht), waaronder de BMW 801 die werd gebruikt in het Focke-Wulf Fw 190 jachtvliegtuig. In total werden zo’n 30.000 motoren van dit type gefabriceerd.
Aan het einde van de oorlog bezetten Amerikaanse troepen het fabrieksterrein in Allach en werd de productie van vliegtuigmotoren voor een periode van 10 jaar stopgezet. De fabriek werd gebruikt als een reparatiewerkplaats voor voertuigen en artillerie van het Amerikaanse leger.
Op 22 januari 1954 werd de ontwikkeling van vliegtuigmotoren door BMW hervat. In 1957 keerde de BMW-motorproductie terug naar Allach met de productie van Amerikaanse motoren in licentie. Twee jaar later werd de General Electric J79-11A-motor voor de Lockheed F-104 Starfighter voor de Duitse luchtmacht onder licentie geproduceerd. In de jaren zestig volgde de Rolls Royce Tyne-motor voor het Duitse maritieme patrouillevliegtuig Breguet Atlantic en de C-160 Transall militair transportvliegtuig. Het bedrijf ging verder dan de licentieproductie in 1969, toen de ontwikkeling begon van de Turbo-Union RB199-vliegtuigmotor voor de Panavia Tornado gevechtsvliegtuigen in samenwerking met Rolls-Royce en FiatAvio.
Begin jaren zestig kocht MAN de helft van de aandelen in de vliegtuigmotorenfabriek. In 1965 nam MAN de rest van de aandelen ook over en de combinatie ging verder als MAN Turbo GmbH. Voor BMW betekende dit het definitieve afscheid van deze activiteit. In 1969 volgde een volgende stap, met Daimler-Benz Entwicklungsgesellschaft für Turbomotoren GmbH werd een 50/50 joint venture opgericht. De joint venture Motoren- und Turbinen-Union GmbH (MTU) nam alle activiteiten op het gebied van vliegtuig- en dieselmotoren van MAN Turbo en Daimler-Benz over. MTU München bleef verantwoordelijk voor vliegtuigmotoren, terwijl MTU Friedrichshafen zich ging richten op dieselmotoren en gasturbines. De combinatie had in totaal zo’n 11.000 medewerkers.
In 1985 kocht Daimler-Benz het 50%-belang van MAN. MTU München ging daarna onderdeel uitmaken van haar dochteronderneming voor lucht- en ruimtevaart DASA. In 2000 ging DASA op in een samenwerkingsverband met het Europese luchtvaartconcern EADS als resultaat. MTU was hierbij niet betrokken en bleef een onderdeel van inmiddels DaimlerChrysler. In 2003 werd MTU verkocht aan private-equity-investeerder Kohlberg Kravis Roberts & Co. (KKR). Twee jaar later bracht KKR al zijn aandelen in MTU naar de Duitse aandelenbeurs. De introductiekoers was 21 euro en de totale opbrengst voor KKR was €1,5 miljard.
In december 2005 verkocht DaimlerChrysler ook de dieselactiviteiten gegroepeerd in MTU Friedrichshafen voor €1,6 miljard aan de Zweedse private-equitygroep EQT. Medio 2006 werd het ondergebracht in Tognum, al bleef het onder de eigen naam bekend staan. In juli 2007 ging Tognum naar de aandelenbeurs. In 2011 namen Rolls-Royce plc en Daimler samen Tognum over. Op 26 augustus 2014 had Rolls-Royce alle aandelen in handen. MTU Friedrichshafen werd een onderdeel van de divisie Rolls-Royce Power Systems.
In december 2019 kondigden Safran en MTU een overeenkomst aan voor de oprichting van een 50/50-joint venture voor het beheer van de activiteiten op het gebied van ontwikkeling, productie en aftersalesondersteuning van de nieuwe militaire vliegtuigmotor die bedoeld is om het Future Combat Air System aan te drijven.
Vanwege de coronapandemie in 2020 wordt er minder gevlogen waardoor het bedrijf een deel van haar omzet zag verdwijnen. In juni 2020 maakte MTU bekend dat een deel van de werkgelegenheid zal verdwijnen. Het bedrijf verwacht per jaareinde 2021 een reductie van het aantal arbeidsplaatsen met 10-15%.
Adidas · Airbus · Allianz · BASF · Bayer · Beiersdorf · BMW · Brenntag · Commerzbank · Continental · Covestro · Daimler Truck · Deutsche Bank · Deutsche Börse · Deutsche Post · Deutsche Telekom · E.ON · Fresenius · Hannover Rück · HeidelbergCement · Henkel · Infineon · Mercedes-Benz · Merck · MTU Aero Engines · Münchener Rück · Porsche AG · Porsche SE · Qiagen · RWE · Rheinmetall · SAP · Sartorius · Siemens · Siemens Energy · Siemens Healthineers · Symrise · Volkswagen · Vonovia · Zalando